# Shin-Ōsaka
Shin-Ōsaka station (japanska: 新大阪駅?, Shin-Ōsaka-eki) är en järnvägsstation i stadsdelen Yodogawa-ku i Ōsaka, Japan. Det är den västra ändpunkten för Tōkaidō Shinkansen från Tokyo och den östra ändpunkten för Sanyō Shinkansen. Linjerna har gemensamma spår och plattformar på stationen och många tåg är genomgående. 
Shin-Ōsaka ligger cirka 3 km från den äldre Ōsaka station i norra delen av Ōsaka centrum. Den nya stationen byggdes 1964 för att undvika byggnadstekniska svårigheter när Shinkansen skulle byggas till Ōsaka. Lokala järnvägs- och tunnelbanelinjer erbjuder anslutningar till andra stationer i Ōsaka.

## Linjer
- JR Kyoto-sen (Tokaidolinjen), (JR Nishi Nihon)
- Sanyō Shinkansen (JR Nishi Nihon)
- Ōsaka Higashi-sen (JR Nishi Nihon )
- Tōkaidō Shinkansen (JR Tokai)
- Ōsakas tunnelbana Midōsuji-linjen (M13)